# Campeonato Mundial de Atletismo Júnior de 2012 - Revezamento 4x400 m feminino
A prova dos 4x400 metros feminino do Campeonato Mundial de Atletismo Júnior de 2012 ocorreu entre os dias 14 e 15 de julho em Barcelona, na Espanha. 

## Recordes
Antes desta competição, os recordes mundiais e do campeonato nesta prova eram os seguintes:
|     | Nome                                                             | Nacionalidade  | Tempo   | Local    | Data                |
| --- | ---------------------------------------------------------------- | -------------- | ------- | -------- | ------------------- |
| WJR | Alexandria Anderson Ashlee Kidd Stephanie Smith Natasha Hastings | Estados Unidos | 3:27.60 | Grosseto | 18 de julho de 2004 |
| CR  | Alexandria Anderson Ashlee Kidd Stephanie Smith Natasha Hastings | Estados Unidos | 3:27.60 | Grosseto | 18 de julho de 2004 |

## Medalhistas
| Ouro                                                                             | Prata                                                                             | Bronze                                                                               |
| Estados Unidos · Erika Rucker · Olivia Ekpone · Kendall Baisden · Ashley Spencer | Jamaica · Sandrae Farquharson · Olivia James · Shericka Jackson · Janieve Russell | Rússia · Yana Glotova · Alina Galitskaya · Yuliya Koltachikhina · Ekaterina Renzhina |

## Cronograma
Todos os horários são locais (UTC+1).
| Data        | Hora  | Evento        |
| ----------- | ----- | ------------- |
| 14 de julho | 19:10 | Eliminatórias |
| 15 de julho | 19:45 | Final         |

## Resultados

### Eliminatórias
Qualificação: Os 3 primeiros de cada bateria (Q) e os 2 tempos mais rápidos (q). 
| Posição | Bateria | Raia | Nacionalidade  | Atletas                                                                              | Tempo   | Notas                |
| ------- | ------- | ---- | -------------- | ------------------------------------------------------------------------------------ | ------- | -------------------- |
| 1       | 3       | 2    | Estados Unidos | Kendall Baisden, Robin Reynolds, Kiara Porter, Olivia Ekpone                         | 3:34.25 | q, WJL               |
| 2       | 2       | 6    | Jamaica        | Sandrae Farquharson, Olivia James, Genekee Leith, Shericka Jackson                   | 3:34.96 | Q                    |
| 3       | 2       | 9    | Canadá         | Alexandra Courtnall, Devan Wiebe, Julia Zrinyi, Sage Watson                          | 3:35.56 | Q,                   |
| 4       | 2       | 2    | Rússia         | Yana Glotova, Alina Galitskaya, Yuliya Koltachikhina, Ekaterina Renzhina             | 3:35.83 | Q,                   |
| 5       | 2       | 8    | Ucrânia        | Oksana Ralko, Kateryna Slyusarenko, Tetiana Shevchenko, Viktoriya Tkachuk            | 3:35.97 | q,                   |
| 6       | 2       | 7    | Alemanha       | Maike Schachtschneider, Lea Madlen Meyer, Ann-Kathrin Kopf, Anna-Sophie Bellerich    | 3:37.90 | q,                   |
| 7       | 2       | 5    | Colômbia       | Janeth Largacha, Evelis Aguilar, Rosa Escobar, Melissa Torres                        | 3:39.44 |                      |
| 8       | 1       | 1    | Polónia        | Agnieszka Karczmarczyk, Patrycja Wyciszkiewicz, Małgorzata Curyło, Martyna Dąbrowska | 3:39.54 | Q,                   |
| 9       | 1       | 7    | África do Sul  | Izelle Neuhoff, Janet Seeliger, Stephanie Wicksell, Justine Palframan                | 3:40.00 | Q,                   |
| 10      | 1       | 4    | Austrália      | Abbey de la Motte, Ella Solin, Emily Coppins, Morgan Mitchell                        | 3:40.57 | Q,                   |
| 11      | 2       | 4    | Cazaquistão    | Elina Mikhina, Olga Andreyeva, Yekaterina Yermak, Marina Zaiko                       | 3:45.34 |                      |
| 12      | 2       | 3    | Hungria        | Nóra Zajovics, Fanni Dániel, Zsanett Kenesei, Bianka Kéri                            | 3:48.72 | Recorde da temporada |
| 99 !    | 1       | 2    | Estados Unidos | Kendall Baisden, Robin Reynolds, Kiara Porter, Olivia Ekpone                         | DSQ     |                      |
| 99 !    | 1       | 5    | Roménia        | Maria Loredana Carasila, Adelina Pastor, Roxana Ene, Bianca Razor                    | DSQ     |                      |
| 99 !    | 1       | 3    | Áustria        |                                                                                      | DNS     |                      |
| 99 !    | 1       | 6    | Finlândia      |                                                                                      | DNS     |                      |
| 99 !    | 1       | 8    | França         |                                                                                      | DNS     |                      |
| 99 !    | 1       | 9    | Nigéria        |                                                                                      | DNS     |                      |
| 99 !    | 3       | 5    | Roménia        |                                                                                      | DNS     |                      |

### Final
A prova final foi realizada no dia 15 de julho ás 19:45. 
| Posição           | Raia | Nacionalidade  | Atleta                                                                               | Tempo   | Notas                |
| ----------------- | ---- | -------------- | ------------------------------------------------------------------------------------ | ------- | -------------------- |
| Medalha de ouro   | 9    | Estados Unidos | Erika Rucker, Olivia Ekpone, Kendall Baisden, Ashley Spencer                         | 3:30.01 | WJL                  |
| Medalha de prata  | 6    | Jamaica        | Sandrae Farquharson, Olivia James, Shericka Jackson, Janieve Russell                 | 3:32.97 | Recorde da temporada |
| Medalha de bronze | 3    | Rússia         | Yana Glotova, Alina Galitskaya, Yuliya Koltachikhina, Ekaterina Renzhina             | 3:36.42 |                      |
| 4                 | 1    | Ucrânia        | Oksana Ralko, Kateryna Slyusarenko, Viktoriya Tkachuk, Anastasiia Tkachuk            | 3:37.02 |                      |
| 5                 | 2    | Alemanha       | Maike Schachtschneider, Lea Madlen Meyer, Anna-Sophie Bellerich, Sonja Mosler        | 3:37.23 | Recorde da temporada |
| 6                 | 7    | Canadá         | Alexandra Courtnall, Devan Wiebe, Julia Zrinyi, Sage Watson                          | 3:37.84 |                      |
| 7                 | 5    | Polónia        | Agnieszka Karczmarczyk, Patrycja Wyciszkiewicz, Małgorzata Curyło, Martyna Dąbrowska | 3:37.90 | Recorde da temporada |
| 8                 | 8    | Austrália      | Abbey de la Motte, Ella Solin, Tessa Consedine, Morgan Mitchell                      | 3:38.84 | Recorde da temporada |
| 9                 | 4    | África do Sul  | Justine Palframan, Janet Seeliger, Ane Fourie, Stephanie Wicksell                    | 3:40.31 |                      |

Legenda
| Recorde mundial       | Recorde mundial (World record)               |                       | Recorde africano                      | Recorde africano (African) |                                           | Q | Classificado por posição (Qualified) |
| Recorde do campeonato | Recorde do campeonato (Championship record)  | Recorde da América    | Recorde da América (Americas)         | q                          | Classificado por melhor tempo (Qualified) |   |                                      |
| Melhor marca do ano   | Melhor marca do ano (World leading)          | Recorde asiático      | Recorde asiático (Asian)              | DNS                        | Não largou (Did not start)                |   |                                      |
| Recorde nacional      | Recorde nacional (National record)           | Recorde europeu       | Recorde europeu (European)            | DNF                        | Não terminou (Did not finish)             |   |                                      |
| Recorde pessoal       | Recorde pessoal do atleta (Personal best)    | Recorde da Oceania    | Recorde da Oceania (Oceania)          | DSQ / DQ                   | Desclassificado (Disqualified)            |   |                                      |
| Recorde da temporada  | Recorde da temporada do atleta (Season best) | Recorde sul-americano | Recorde sul-americano (South America) | NM                         | Sem marca (No mark)                       |   |                                      |